# Jean Mohamed Ben Abdejlil
Jean Mohamed Ben Abdeljlil (in arabo الأب يوحنا محمد بن عبد الجليل‎?, al-Abū Yuḥannā Muḥammad ibn ʿAbd al-Jalīl; Fès, 17 aprile 1904 – Villejuif, 24 novembre 1979) è stato un orientalista e islamista marocchino oltre che un sacerdote cattolico.
Jean Mohamed Ben Abdeljlil, o Benabdeljlil (al-Abū Yuḥannā Muḥammad ibn ʿAbd al-Jalīl, cioè Padre Jean Muhammad b. ʿAbd al-Jalīl) nacque a Fez, capitale spirituale del Marocco, e come molti musulmani imparò a memoria il Corano nella prestigiosa Università al-Qarawiyyin della sua città natale.
Jean accompagnò a 9 anni i genitori alla Mecca e frequentò dal 1922 il Liceo Gouraud, dove conseguì il suo baccalauréat nel 1925, dimorando nella scuola di Foucault, tenuta dai Padri Francescani a Rabat. Fu in quei tempi che Jean cominciò a sviluppare un marcato interesse per la religione cristiana.
Proveniente da una famiglia di notabili musulmani di Fez, Mohamed Ben Abdejlil, che aveva compiuto col padre il Hajj previsto dalla fede islamica, si convertì al Cattolicesimo e si fece battezzare nel 1928, avendo come padrino l'orientalista Louis Massignon. Tale conversione provocò all'epoca l'inoltro a Parigi di una nota confidenziale dei Servizi d'Informazione francesi in Marocco, che temevano che essa provocasse disordini nel Protettorato. Nel 1929 entrò nell'Ordine francescano e nel 1935 fu ordinato prete. Nel 1936 fu nominato professore dell'Institut catholique de Paris.
Negli anni trenta del XX secolo pubblicò nella rivista En terre d'Islam, un appello che proponeva !ai fedeli di consacrare il venerdì alla preghiera per i nostri fratelli allontanatisi", all'origine di una «Ligue de prière du vendredi pour la conversion des musulmans». Più tardi redasse anche una «Novena per la conversione dei musulmani».